# Amata phaeozona
Amata phaeozona là một loài bướm đêm thuộc phân họ Arctiinae, họ Erebidae.